# Museo de Silesia de Cieszyn
El Museo de Silesia de Cieszyn (en polaco: Muzeum Śląska Cieszyńskiego) en Cieszyn es uno de los museos públicos más antiguos de Europa Central y el más antiguo de Polonia, creado por el padre Leopold Jan Szersznik en 1802.

## Historia
El palacio municipal de los condes de Larisch fue construido tras el gran incendio de Cieszyn en 1789. Jan Józef Antoni conde Larisch von Mönnich - fundador de la residencia, decidió construir para sí mismo una sede que reflejara su estatus social y su propiedad. En 1796 el conde Jan Larisch compró una pequeña casa burguesa vecina con una casa de la alta burguesía en la entonces calle Konwiktowa - actualmente calle Tadeusza Regera) que era propiedad de la familia Larisch desde el siglo XVIII. La combinación de las dos propiedades le permitió iniciar el proyecto previsto y construir la elegante residencia de los condes Larisch en 1790-1796.
En 1805 el emperador Francisco I invitó a Cieszyn a sus dos aliados - el zar Alejandro I, el gran duque Constantino, el mariscal Kutuzov y el duque Biron de Courland. En esta época, en el palacio de los Larisch, especialmente en el llamado Salón Egipcio, se organizaban conciertos y bailes para los invitados de Francisco I. En 1809 el palacio se convirtió en la sede del duque Alberto de Sajonia y Teschen, y luego del archiduque Carlos Luis de Habsburgo. En 1817 el palacio acogió al emperador Francisco I y a su esposa Carolina Augusta y su séquito. En 1831, el palacio fue vendido al duque Felipe Luis Saint Genois d'Anneaucourt, quien en 1839 patrocinó la construcción de la tercera ala del palacio, diseñada por el arquitecto vienés Joseph Kornhäusel. En esta ala se diseñó un establo circular (actualmente un café) sobre el que se ubicó un salón de baile llamado Salón Romano.
En 1840, el palacio fue adquirido por el abogado Dr. Antoni Demel (a partir de ese momento, el palacio pasó a llamarse casa de vecindad de Demel), y posteriormente fue asignado a los siguientes alcaldes de Cieszyn: Johann Demel von Elswehr (hijo de Antoni) y Leonard Demel von Elswehr (nieto de Antoni). La casa de los Demel fue vendida a la ciudad en 1918 y el 21 de junio de 1931 se convirtió en la sede del Museo de la Ciudad. La nueva institución se creó a partir de la colección del museo público del padre Leopold Jan Szersznik (fundado en 1802), del museo etnográfico de Silesia (fundado en 1903 por la Asociación Etnográfica Polaca de Cieszyn), del museo municipal de la ciudad y de colecciones privadas.
En 1942 se produjo un incendio en la Sala Romana que destruyó todo el techo y dañó las salas del segundo piso. El 24 de enero de 1966 el museo fue cerrado en virtud de una requisitoria del Inspector de Trabajo del Sindicato de Funcionarios de Cultura y Arte. Tras una revisión, el museo reabrió sus puertas el 1 de mayo de 1969. Debido al mal estado técnico del edificio, las exposiciones del museo se cerraron en 1983 y se inició una revisión general que incluía ajustes a las necesidades modernas del museo. La revisión finalizó en 2002.

## Arquitectura
El edificio presenta rasgos de estilo barroco-neoclásico. El edificio, de dos plantas y tres alas, es de ladrillo y piedra partida en los sótanos. Está enlucido. Los sótanos del palacio están parcialmente enladrillados y abovedados en línea con un estilo de tubo. El diseño interior se basa en dos tramos. En la planta baja hay dos vestíbulos: el primero con bóveda de crucería y de cañón con lunetos, el segundo con bóveda de cañón con lunetos. La mayoría de las salas del zócalo tienen bóveda de cañón y de crucería.
En el ala sur hay un antiguo establo (actual cafetería) de planta circular, de dos pisos, coronado por una bóveda con lunetos, basada en una columna de piedra toscana.
Las habitaciones del primer piso situadas en el tramo delantero del ala norte tienen bóveda de crucería y de cañón con lunetos, con cuatro zonas de bóveda de crucería con esquinas. Una habitación del ala este tiene bóveda de cañón. Una sala del segundo piso del ala norte y del ala sur tiene bóveda de cañón (la sala egipcia), el resto de las salas tienen techos.
Las escaleras del segundo piso están equipadas con barandales de forja del siglo XVIII.
La fachada frontal tiene siete ejes. La parte de la planta baja es almohadillada y está separada del primer piso por una moldura perfilada. La primera y la segunda planta están separadas por pares verticales de paneles esbeltos. En el eje del edificio hay un portal de piedra con conos, que está coronado por un frontón triangular con arco de medio punto. Una puerta de duelas de dos alas que da acceso al patio procede de finales del siglo XVIII. Las ventanas rectangulares tienen marcos perfilados. Las ventanas del segundo piso de la parte central están ampliadas y rematadas con un arco de cesta. Entre las columnas de las ventanas hay paneles acanalados con temas de lágrimas y rosetas.
La fachada lateral (vista desde el Parque de la Paz) tiene doce ejes. La parte de la planta baja está apuntalada, basada en los restos de los muros de defensa y separada de la primera planta por un molde. Las ventanas del segundo piso están decoradas con marcos en forma de sobre de orejas largas. El palacio está cubierto por un tejado a dos aguas, con mansarda y tejas, con ventanas abuhardilladas.
Las habitaciones de la segunda planta tienen un carácter representativo. Algunas de ellas (ocho frontales y un pasillo de la segunda planta) están decoradas con policromía neoclásica. Las habitaciones destacadas son: El Estudio Chino, decorado con temas orientales (dragones, un pájaro del paraíso) y la Sala Egipcia que es un salón de baile. La decoración pictórica de esta última sala se compone de seis paisajes con temas de la antigua arquitectura egipcia y escenas de género situadas en las columnas egipcias. Los paisajes incluyen el tema entrelazado y repetido de la Torre de Piast y la Rotonda de San Nicolás en Cieszyn. Uno de los paisajes tiene una policromía que data de 1796, colocada allí por su creador, el "pintor académico" Joseph Mayer. Un conjunto de apartamentos situados en la segunda planta del Palacio ha sido realzado por un conjunto de hornos neoclásicos y eclécticos situados en nichos semicirculares.

Al palacio se adosaba un pequeño jardín francés con un pabellón octogonal (actualmente Parque de la Paz).

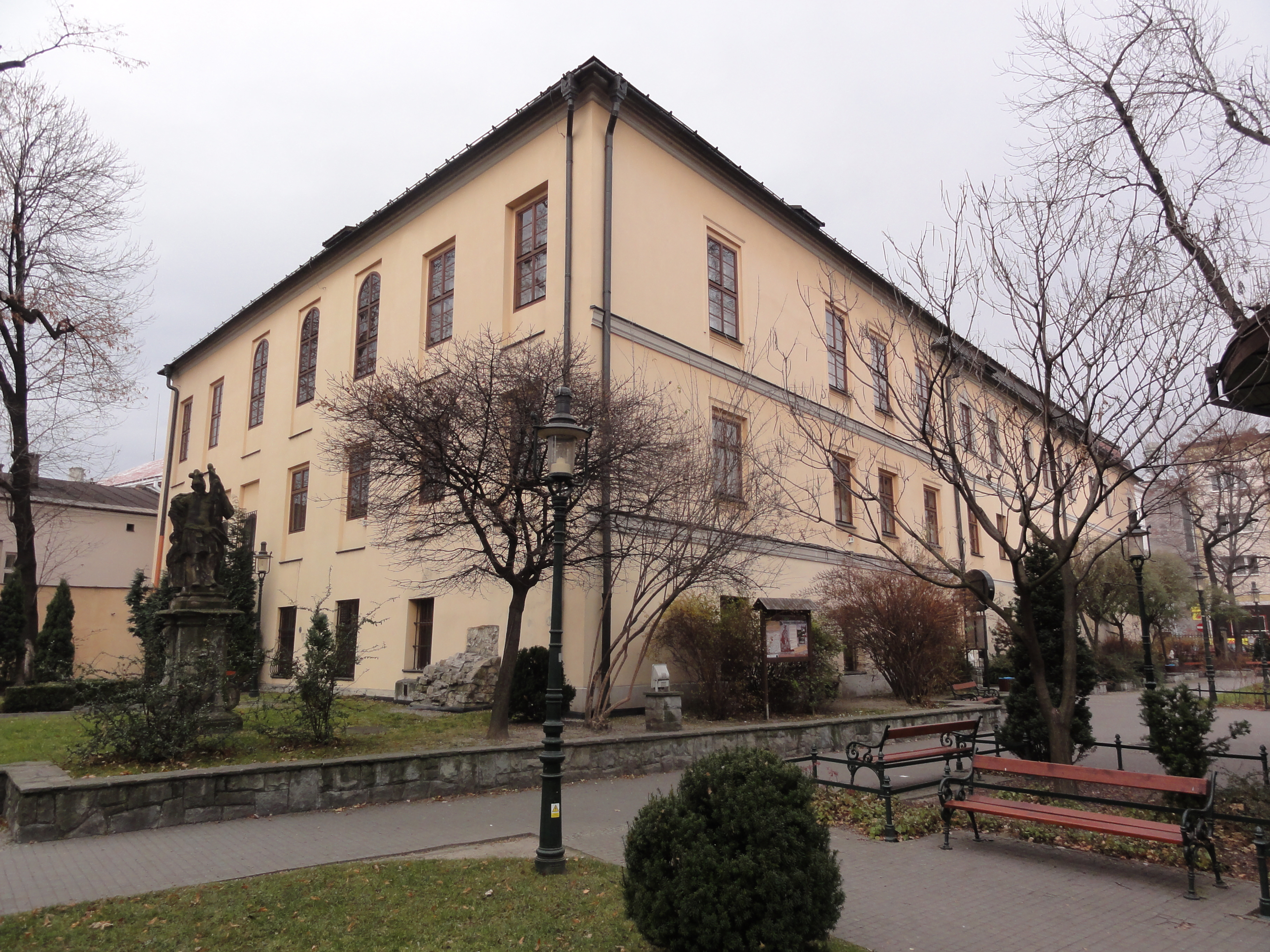
Museo - vista desde el Parque de la Paz
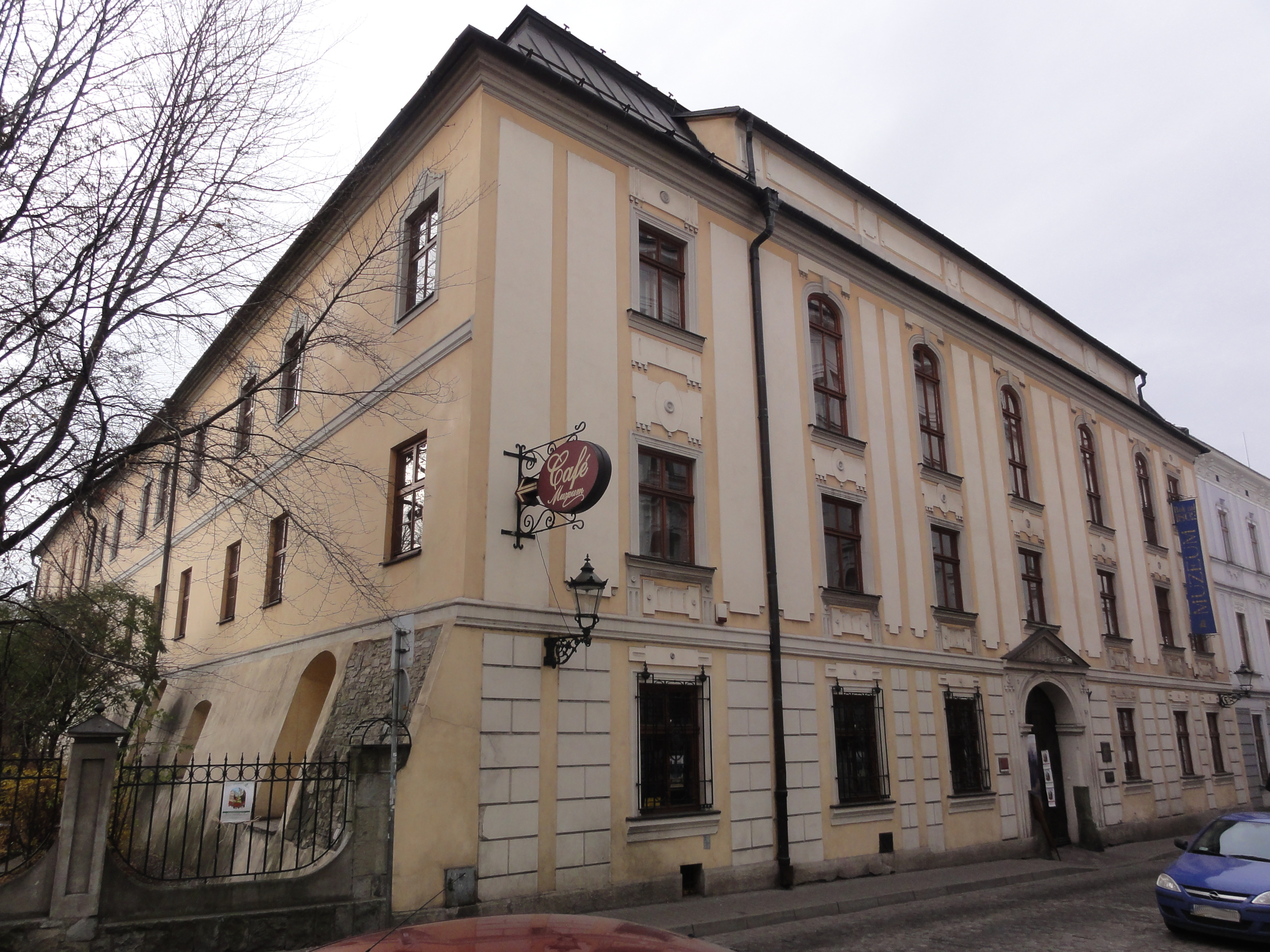
Museo - vista desde la calle Tadeusz Reger
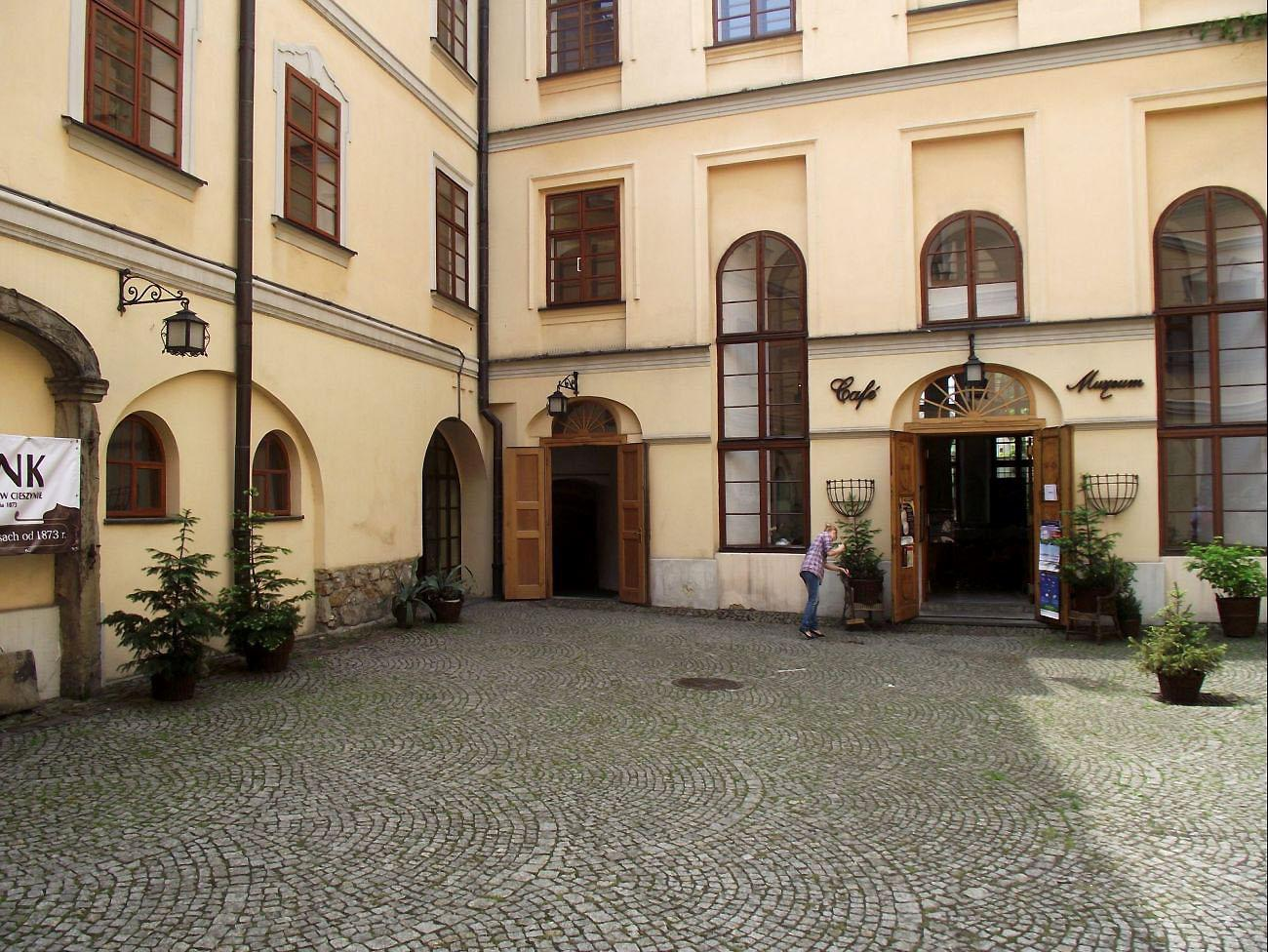
Patio del Museo
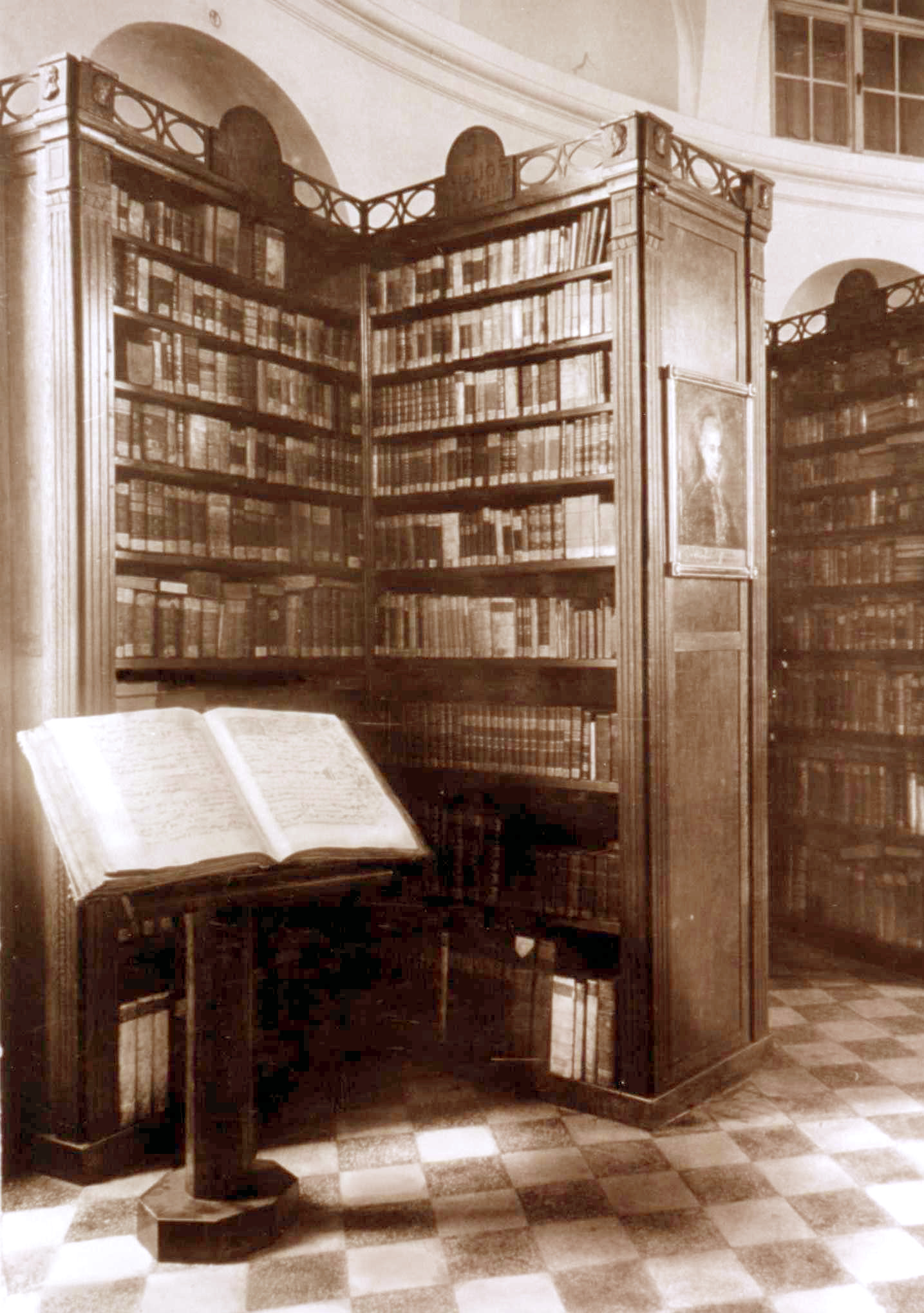
Biblioteca Padre Szersznik (1935)
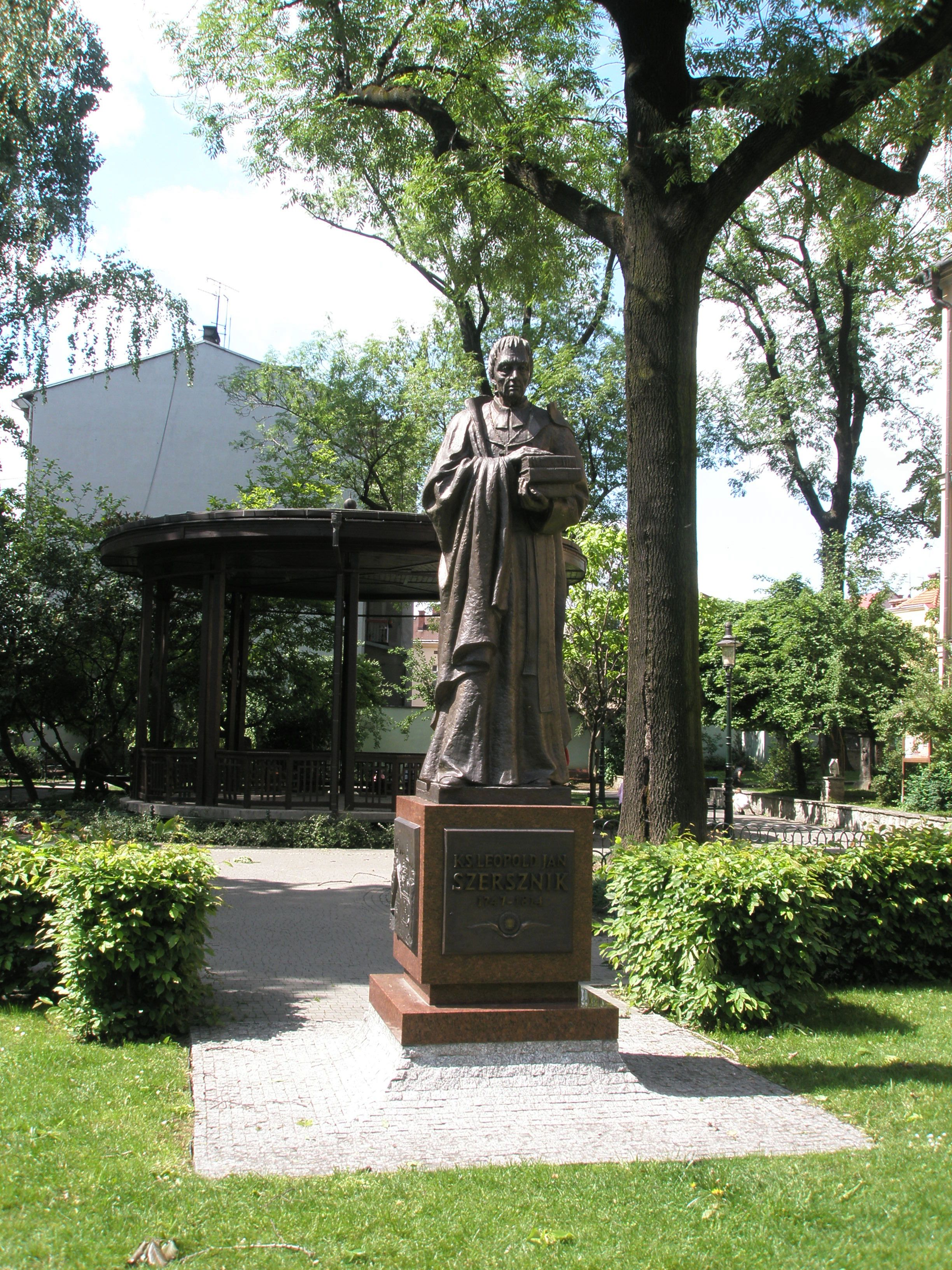
Estatua de Leopold Jan Szersznik en el Parque de la Paz

## Secciones del museo
El museo cuenta con las siguientes secciones:
- Arqueología (y monumentos medievales descubiertos en el centro de la ciudad) - basada en la colección de Leopold Szersznik, la llamada colección de la antigüedad (yacimientos arqueológicos); monedas romanas y vasijas de arcilla de la cultura lusaciana (1800-1750 a. C.) incluyendo: urnas con cenizas de difuntos, vasijas pintadas de la antigua Grecia y Roma, la colección del padre Berger (formando parte de la colección de Szersznik); puntas de lanzas, herramientas y adornos principalmente de Silesia. La colección también se basa en las antigüedades reunidas por el Museo de la Ciudad de Cieszyn y las antigüedades reunidas por la Asociación Etnográfica Polaca (incorporada a la colección del museo en 1930). La Sección de Arqueología se fundó en 1969, inspirada por la Asociación de Entusiastas de la Región que dio origen a la llamada Asociación de Sepultureros y Otros Exploradores de Agujeros. Los miembros de esta asociación contribuyeron a numerosos descubrimientos arqueológicos en la zona del casco antiguo. Otros materiales procedían de las excavaciones realizadas en la Colina del Castillo de Cieszyn, así como de los asentamientos de Międzyświeć y del Viejo Bielsko.
- Etnografía - consta de 6415 objetos, la mayoría de ellos heredados de la Asociación Etnográfica Polaca que funciona desde 1901 y de la Asociación Polaca de Industria Folclórica y Doméstica de Cieszyn que funciona desde 1931. Entre las piezas expuestas hay cajas y cajones pintados, cuadros sobre vidrio, arte de fiesta parroquial, elementos de trajes y joyas populares, cerámica popular y objetos de uso cotidiano.[5]
- Fotografía - separada en 1981 con aproximadamente 20000 artículos que incluyen iconografía fotográfica de Cieszyn y Silesia de Cieszyn, retratos de ciudadanos burgueses, fotografía artística de Cieszyn, negativos de vidrio, imágenes de estereoscopio, tarjetas postales y equipos fotográficos, marcos y álbumes fotográficos. La colección de la Sección de Fotografía del Museo de Silesia de Cieszyn muestra un amplio panorama, de más de sesenta años, de la historia de la fotografía en Silesia de Cieszyn. Ilustra el paisaje, la cultura, las historias humanas y la transición en esta parte de Europa. El conjunto procede de la colección iniciada por Oskar Weismann, creador del Museo de la Ciudad creado en 1901. Otros conjuntos proceden de donaciones de ciudadanos de Cieszyn y de coleccionistas y comprenden daguerrotipos, ambrotipos, ferrotipos, pantipos y fotografías contemporáneas como documento del pasado. Una colección igualmente interesante es la de 1500 retratos fotográficos de casi todos los grupos sociales y profesionales de Cieszyn tomados entre 1860-1900. Una parte de la colección son ilustraciones de la colección etnográfica del Museo de Silesia, derivadas de la Sociedad Etográfica Polaca de Cieszyn. Otra parte de la colección son unas 400 fotos de catálogos del museo que documentan el desarrollo de la exposición del museo. En el período de entreguerras el Museo recibió un conjunto de fotogramas de la Asociación de Escuelas de Orłowa que documentaban el sistema educativo polaco, la vida cultural y educativa, así como la cultura popular en Zaolzie[5]
- Historia - comprende casi 14 mil artículos. Se creó a principios del siglo XX y en los años setenta se centró en la historia de Silesia de Cieszyn sobre la base de la colección del fundador del museo, el padre Leopold Szersznik, así como de otras piezas de los últimos doscientos años. La colección incluye, entre otras cosas: émbolos y sellos de Cieszyn y otras ciudades (desde la época medieval), insignias de diversas asociaciones, medallas y distinciones militares, medallas conmemorativas, carteles y pancartas, uniformes, colecciones de billetes, material militar y una colección de estandartes históricos.[5]
- Cartografía - compuesta por 3456 piezas que son mapas y planos creados desde la segunda mitad del siglo XVI hasta la época contemporánea. La sección se creó a partir del padre Szersznik y de la colección de la Sociedad Etnográfica, el Museo de la Ciudad y un bibliófilo de Cieszyn, Wincenty Zając. Los objetos más antiguos incluyen mapas calcográficos de, entre otros, el cielo, el mundo, Europa, los países de la monarquía austriaca, Silesia y Polonia. Además, la colección incluye mapas catastrales de Cieszyn del siglo XIX, mapas pintados a mano e impresos de partes concretas de Silesia de Cieszyn, así como mapas y atlas polacos, austriacos, alemanes y checos de Polonia y Europa.[5]
- Científica - sección de educación - creada en la década de 1980. La sección organiza eventos educativos en sentido amplio, que son, entre otros: la cooperación con escuelas y centros educativos de Cieszyn y de fuera de la ciudad, la preparación e impartición de clases sobre el museo, la organización de conferencias y debates sobre el funcionamiento del museo y las exposiciones presentadas.[6]
- Arte - comprende 9000 objetos - principalmente la colección del padre L.J. Szersznik, del Museo de la Ciudad, de Brunon Konczakowski, de la Asociación Etnográfica Polaca (y las piezas obtenidas y compradas por el Museo) que son: pinturas, esculturas, grabados, dibujos y artesanía artística. La colección del padre Szersznik aportó libros, minerales y objetos relacionados con la naturaleza, que se consideran los más valiosos. En el periodo de entreguerras el Museo obtuvo piezas sacras de las iglesias situadas en Cieszyn y sus alrededores: cuadros de altar y esculturas de Ogrodzona, Kisielów, Puńców, Ochaby, Leszna y Stonawa[5]
- Tecnología - comprende más de 800 objetos expuestos, como utensilios de cocina, instrumentos musicales, máquinas de escribir, lámparas, etc. Una de las exposiciones más interesantes es una bicicleta inglesa, fabricada en torno a 1880. La mayoría de los objetos expuestos proceden de la colección del padre L.J. Szersznik. Algunos de ellos habían sido utilizados por los clérigos (los instrumentos musicales y el equipo astronómico - por ejemplo, el globo terráqueo holandés fechado en 1602).[5]

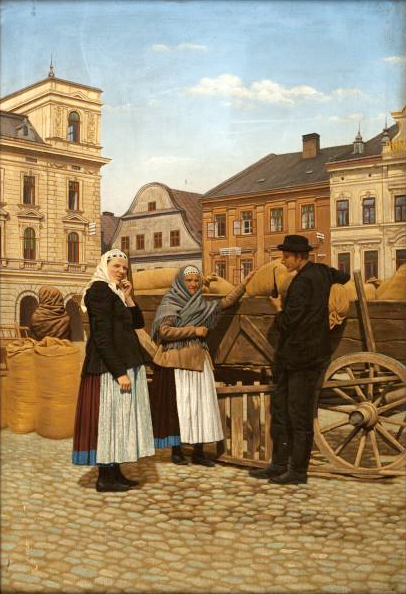
Józef Raszka, Campesinos en la plaza principal de Cieszyn, principios del siglo XX
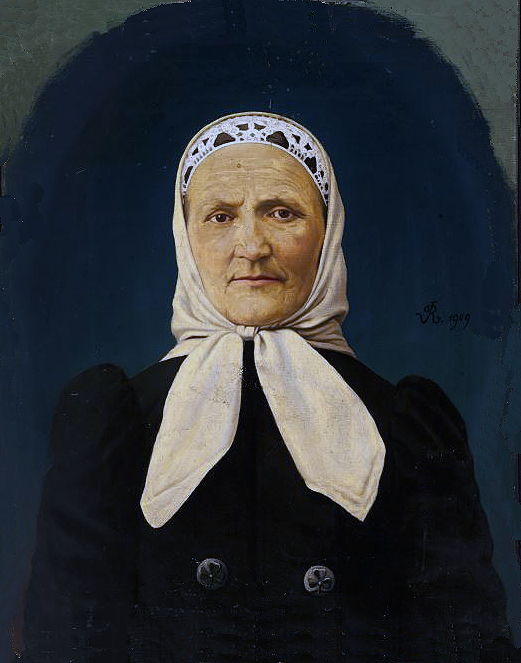
Józef Raszka, Anna Raszka con el traje de Cieszyn, 1909
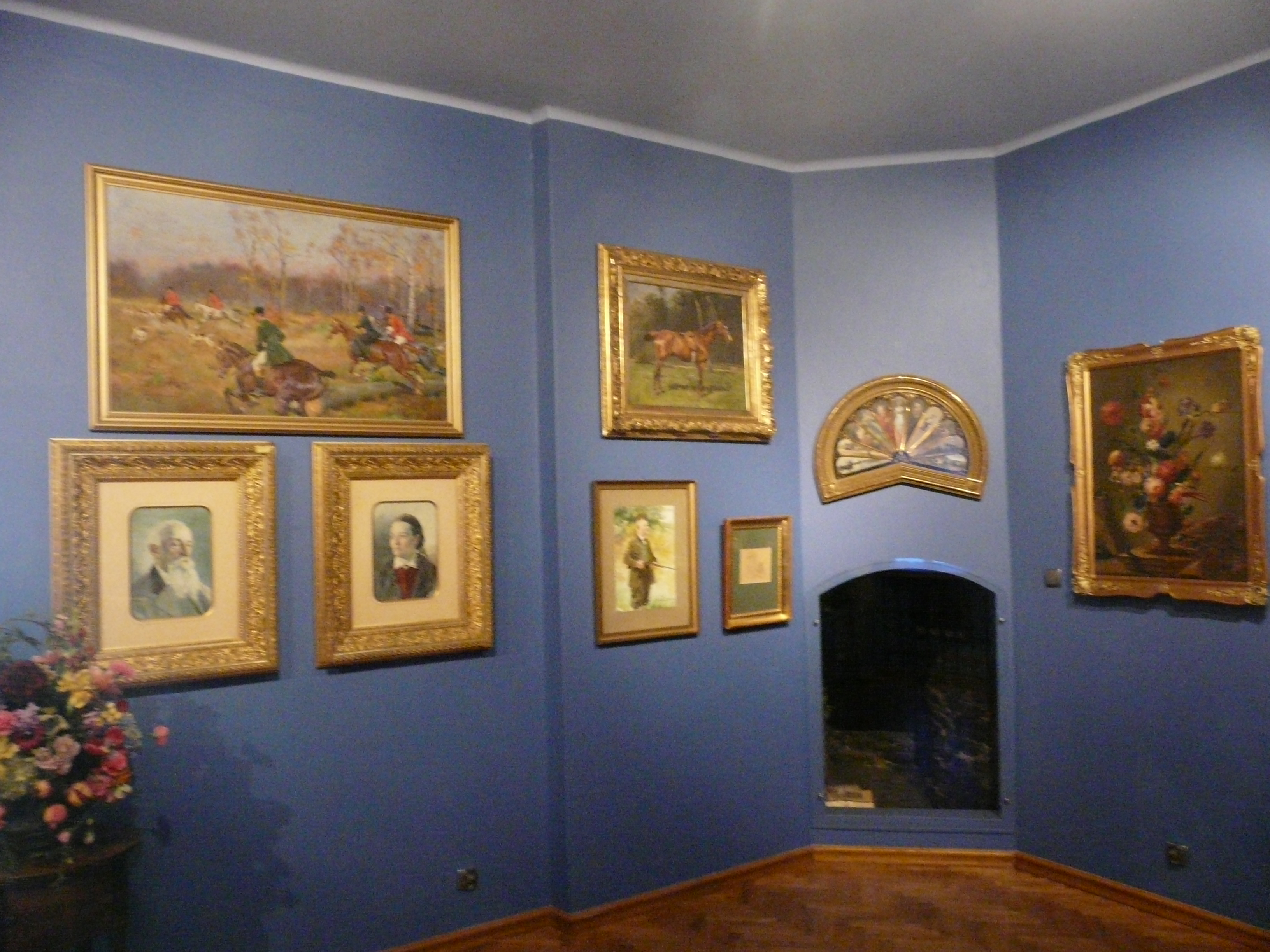
Fragmento de la exposición
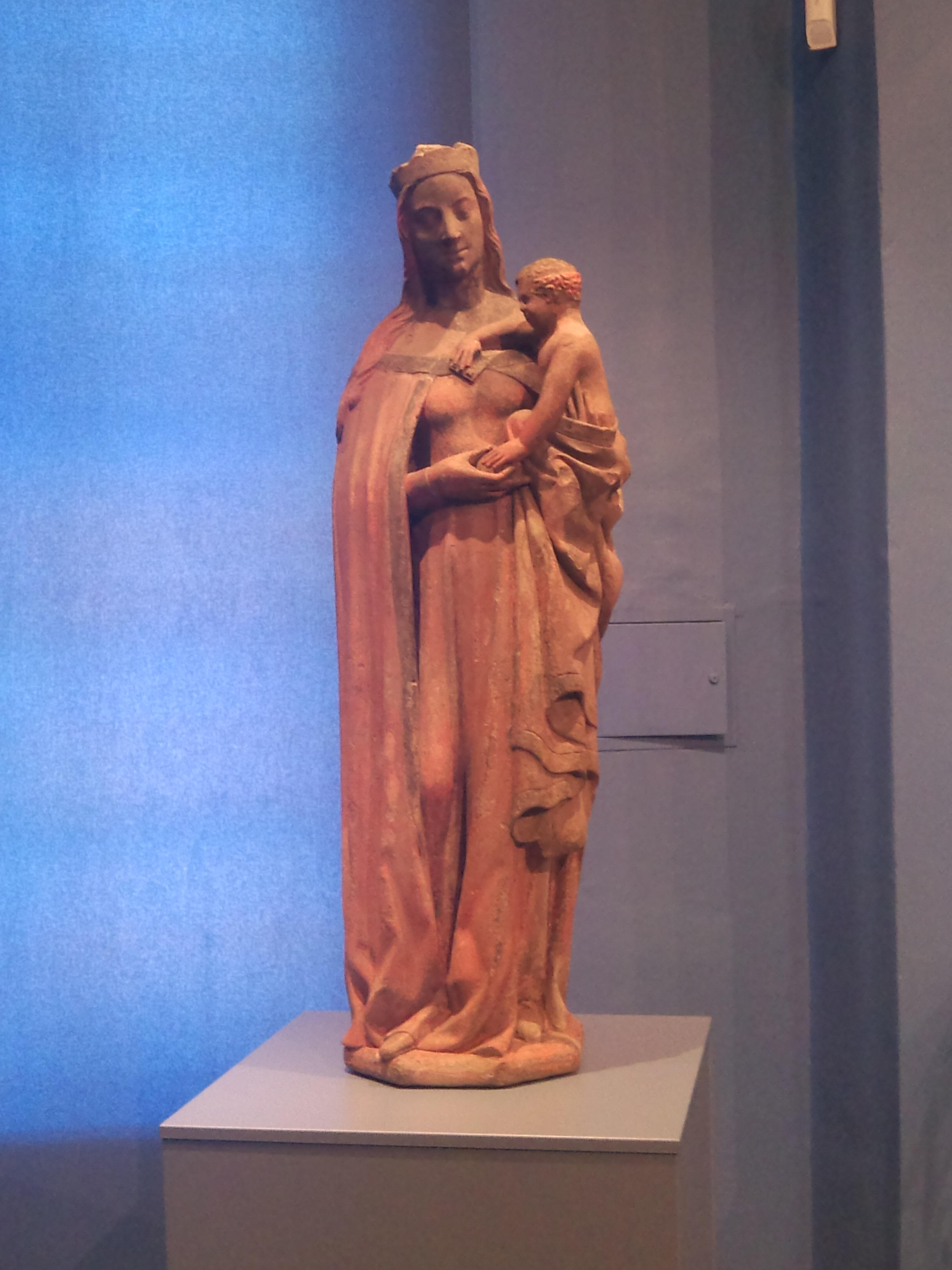
Madonna de Stary Targ, ca. 1380
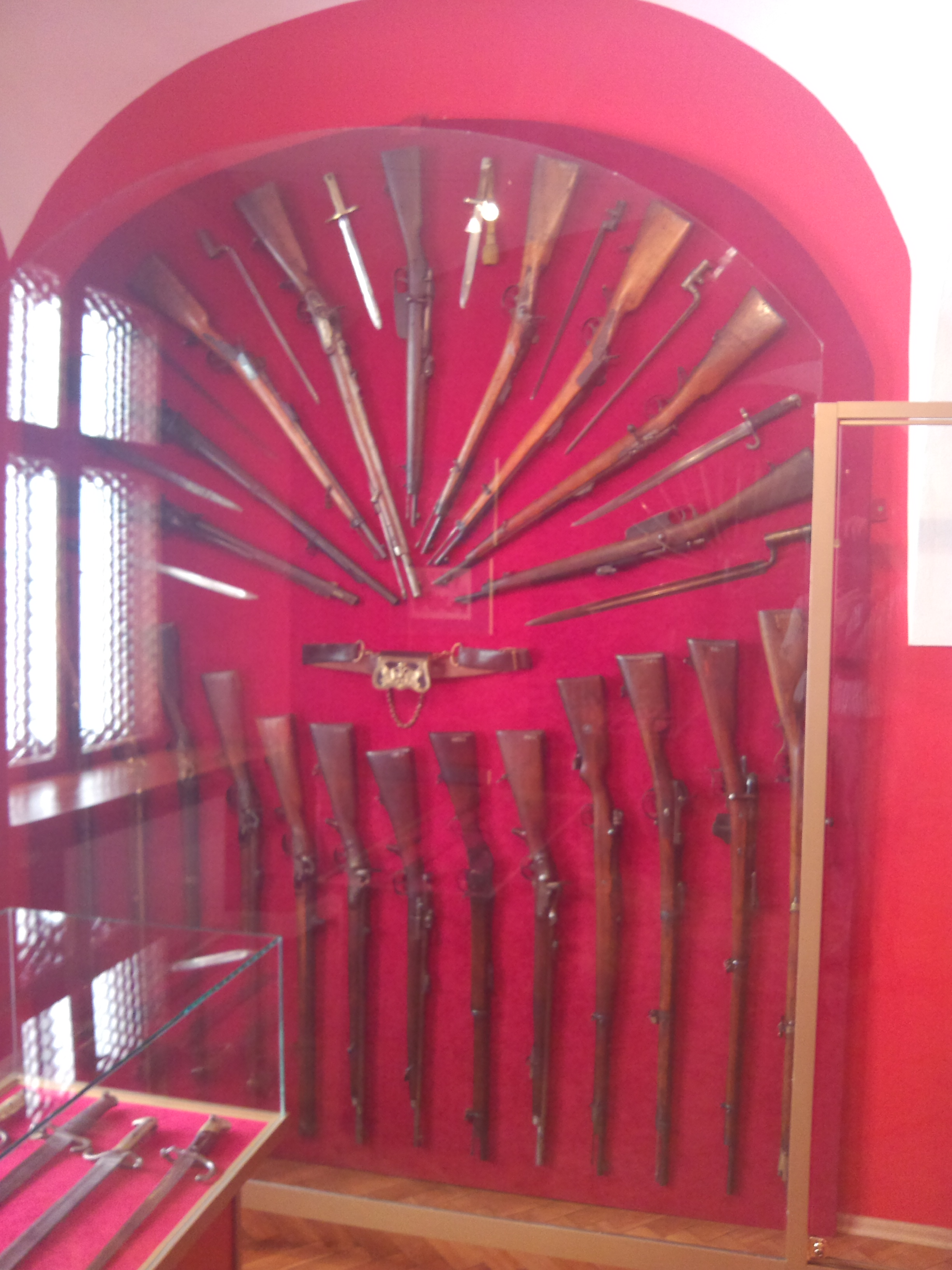
Exposición de armas de fuego
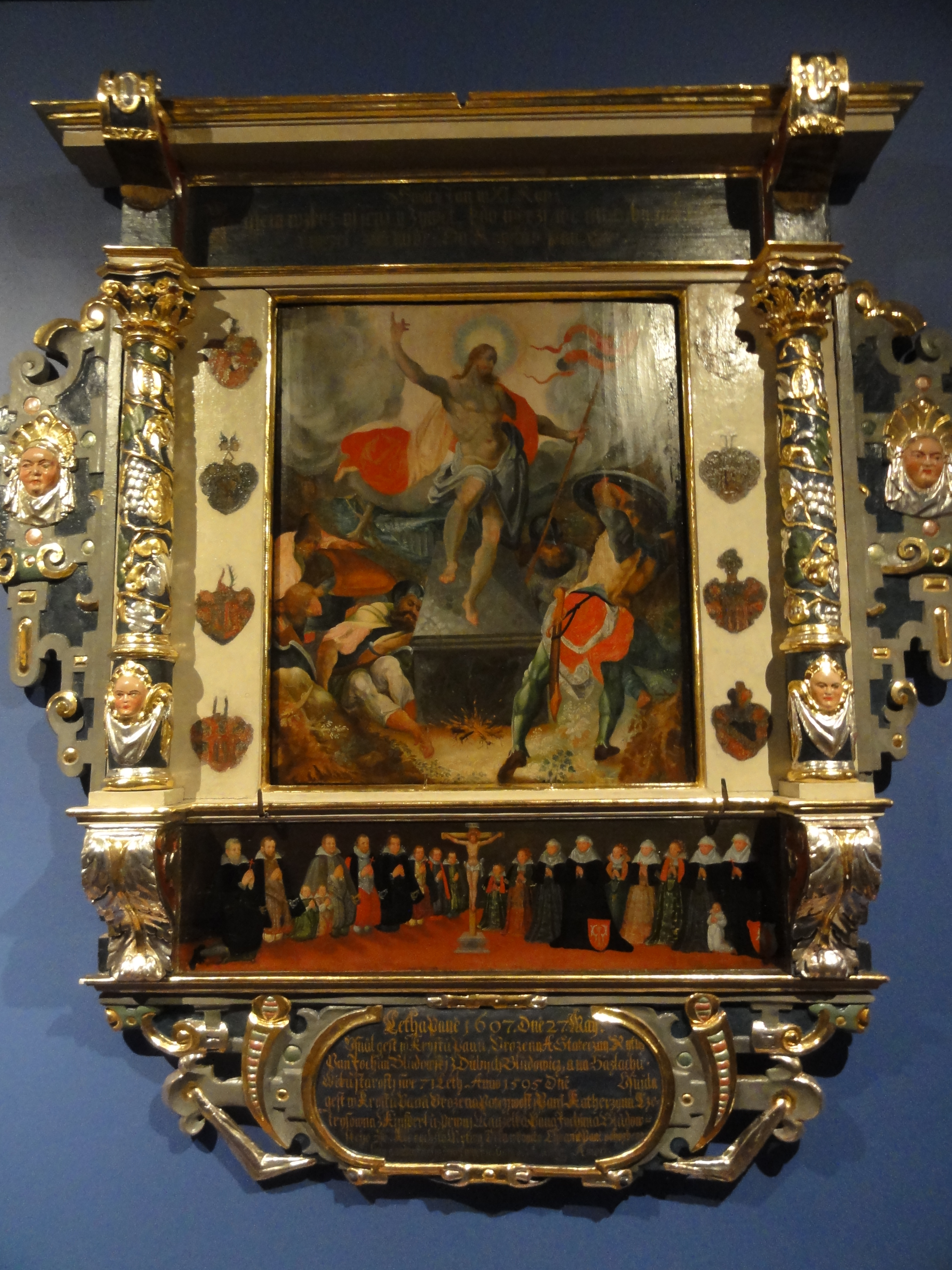
Epitafio de la familia Bludowski, 1620

## Exposiciones permanentes
Una de las exposiciones permanentes es la de Arte del Gótico y el Renacimiento, compuesta por monumentos de pintura y escultura del siglo XIV a mediados del XVII. La colección ha formado parte de la decoración de las iglesias locales. Se trata, entre otras cosas, de: Un retablo de Puńców, Ogrodzona, Kamienica, cuadros del castillo de Cieszyn, una iglesia de Leszna, la iglesia de la Santísima Trinidad, epitafios de la familia Bludowski y de Jan Żywiecki, esculturas de piedra y madera. La mayoría de los objetos expuestos no habían sido expuestos debido a las necesidades de conservación. Esta exposición se inauguró el 22 de mayo de 2016.
Una exposición permanente titulada "En la encrucijada de la historia y las culturas" ubicada en el segundo piso del Museo ocupa un espacio de más de 1000 m2. Abarca el período desde la prehistoria hasta el final de la Segunda Guerra Mundial. La exposición se abre con una colección arqueológica que muestra la historia más antigua de Cieszyn y de la Silesia de Cieszyn. Otra parte de la colección está relacionada con el periodo de la dinastía Piast y el reinado de los Habsburgo. Una parte de la exposición está relacionada con la evolución del papel de la nobleza y la burguesía a lo largo de los siglos y la importancia de los gremios y el desarrollo de la industria en el siglo XIX y principios del XX. Otra parte de la colección se ajusta a la cronología de la exposición, entre otras cosas la creación del Consejo Nacional del Ducado de Cieszyn, la guerra polaco-checoslovaca, la división de la ciudad en 1920, los acontecimientos de 1938 y la Segunda Guerra Mundial. Una sección separada de la exposición está dedicada al padre Jan Leopold Szersznik -el fundador del Museo- y a los objetos militares que está situada en la armería de la primera planta.

## La Biblioteca Científica del Museo de Silesia de Cieszyn
La Biblioteca Científica del Museo de Silesia de Cieszyn se creó como biblioteca de museo junto con la creación del museo en 1901. En 1960 el Museo donó una parte de su colección a una rama recién creada de la Biblioteca de Silesia (actualmente Książnica Cieszyńska). Los objetos más preciados de la colección son incunables y grabados antiguos, parte de la colección de libros de un famoso coleccionista de Cieszyn, Brunon Konczakowski, y de la colección de libros de un profesor, Wincenty Zając. La biblioteca del museo tiene un carácter de referencia para los departamentos específicos del museo: arqueología, historia, tecnología, historia del arte, fotografía. También incluye documentos relativos a la historia de Silesia y de la Silesia de Cieszyn. La biblioteca comprende: más de 24.000 libros, 370 grabados antiguos (incluidos 21 incunables) y varios cientos de revistas.

## Funcionamiento del museo
El Museo organiza clases de museo relacionadas con las siguientes áreas de la ciencia:
- Etnografía: cerámica popular - técnicas de producción y decoración, trajes de Cieszyn y montañeses de los Beskids de Silesia, estuches pintados y tallados - técnicas de decoración utilizadas en la producción de muebles populares, rituales y hábitos.
- Arte: el arte más antiguo en Cieszyn Silesia, padre JL Szersznik Museo, burgueses de Cieszyn - vida cotidiana, técnicas de arte, arte decorativo europeo - sobre la base de la colección de B. Konczakowski, residencias de la nobleza de Cieszyn a lo largo de los siglos.
- Historia: El Ducado de Cieszyn en la Edad Media, gobernantes de Cieszyn: Piastas y Habsburgo, nobleza y su papel en la historia de la Silesia de Cieszyn  la época dorada de Cieszyn o desarrollo económico y social urbano de la ciudad a principios del siglo XX siglo, la escisión de Cieszyn y Silesia de Cieszyn en 1920, de la euforia a la tragedia - Silesia de Cieszyn en la primera mitad del siglo XX, Cieszyn y Silesia de Cieszyn en fotografías antiguas.

El Museo de Silesia de Cieszyn es el principal organizador de la Noche de los Museos de Cieszyn. La Noche de los Museos de Cieszyn tiene lugar en mayo, una semana después de la edición de Cracovia y Katowice.
Una vez al año, el conservador del Museo de Silesia de Cieszyn, Mariusz Makowski, realiza una visita guiada por el Sendero de las Magnolias en Flor. El sendero se creó en 2001 gracias a la iniciativa del conservador. El paseo se realiza en primavera (en una fecha concreta según el periodo de floración de las plantas) y tiene una longitud aproximada de 1 kilómetro, a lo largo de 11 paradas. Según Mariusz Makowski, la tradición de los paseos de magnolio en magnolio está relacionada con los habitantes de la ciudad que se marchaban de Cieszyn pero solían volver para dar este paseo.
Desde 2003 en el patio del Museo de Silesia de Cieszyn y dentro de la cafetería Café Muzeum (ubicado en el antiguo establo del palacio) se han organizado las llamadas ferias artísticas. Se celebran varias veces al mes antes de Navidad.

## Sucursales del museo
Además de la exposición permanente En la encrucijada de la historia y la cultura, el Museo ofrece exposiciones temporales de temas variados. Las sedes del Museo se encuentran en los siguientes lugares:
- Museo Zofia Kossak-Szatkowska en Górki Wielkie
- Museo Gustaw Morcinek en Skoczów
- Museo Beskids de Andrzej Podżorski en Wisła

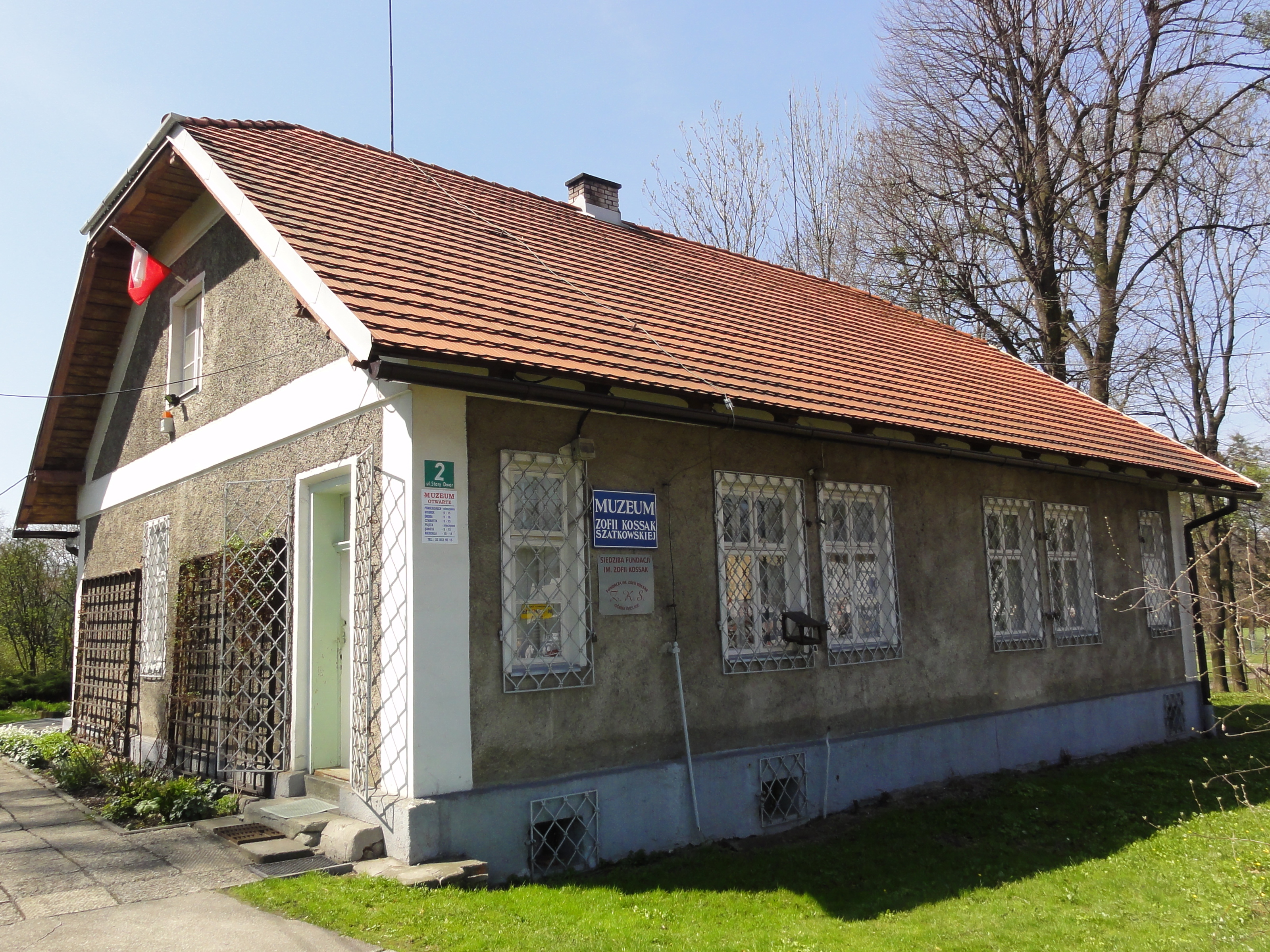
Museo Zofia Kossak-Szatkowska en Górki Wielkie
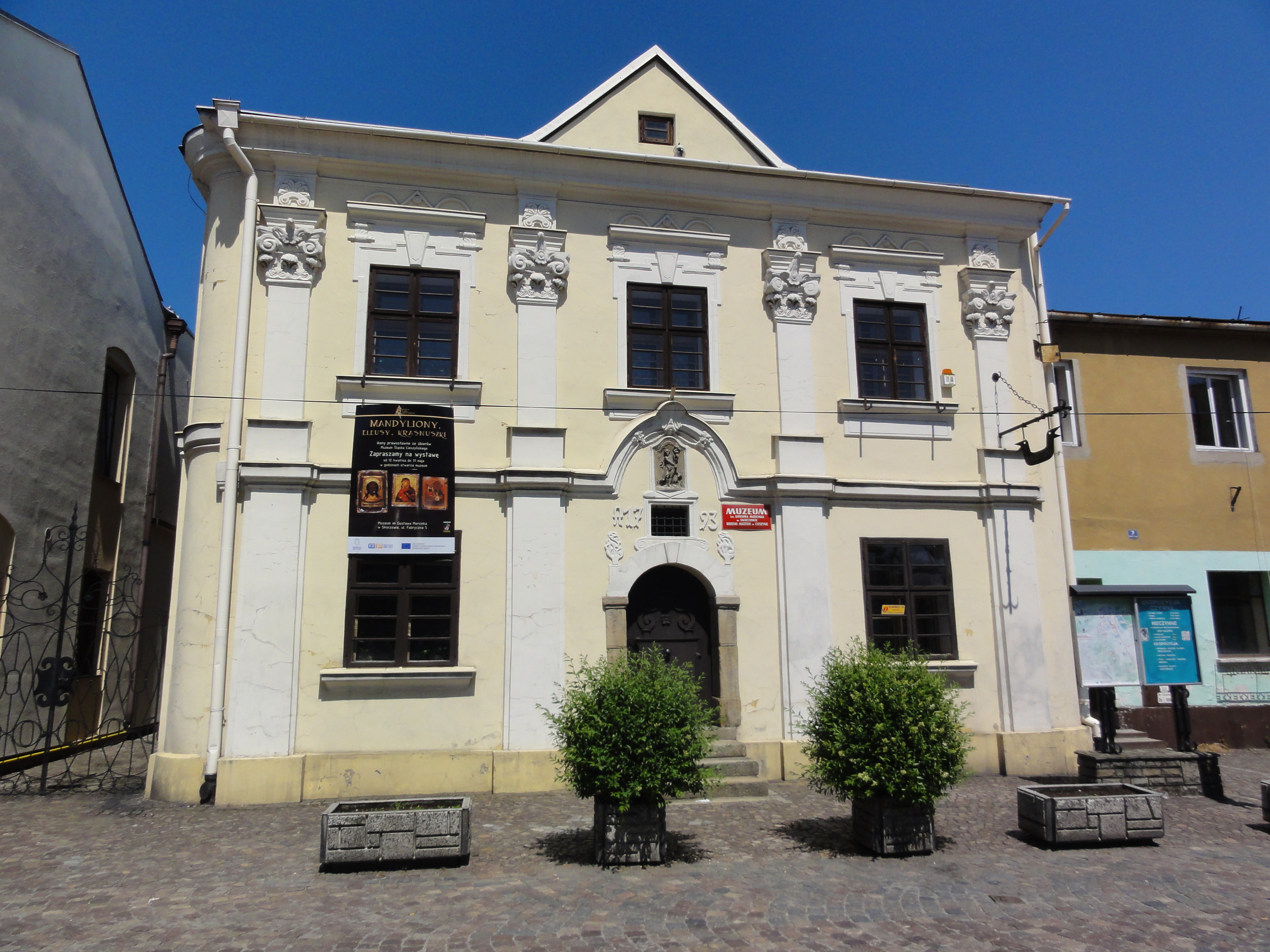
Museo Gustaw Morcinek en Skoczów
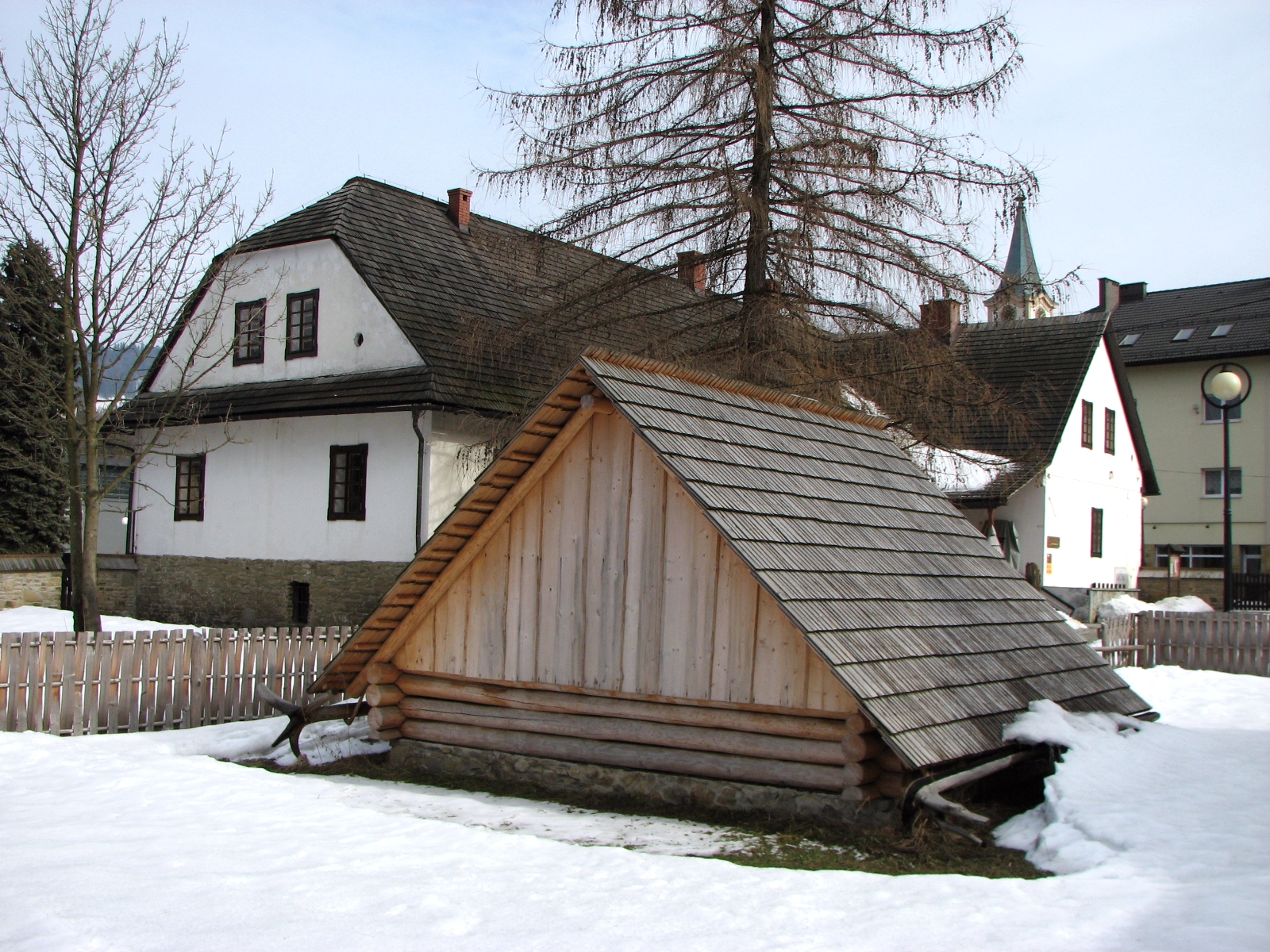
Museo Beskids, al frente una reconstrucción de un refugio de pastores en Wisła